# Drosophila dolomata
Drosophila dolomata är en tvåvingeart som beskrevs av Elmo Hardy 1965. Drosophila dolomata ingår i släktet Drosophila och familjen daggflugor.
Artens utbredningsområde är Hawaii.